# أليكس ميتريفيلي
أليكس ميتريفيلي (بالروسية: Метревели, Александр Ираклиевич) مواليد 11 فبراير 1944 في تبليسي، الجمهورية الجورجية السوفيتية الاشتراكية، هو لاعب كرة مضرب روسي سابق بدأ مسيرته كمحترف سنة 1962 وكان يلعب باليد اليمنى، اعتزل اللعب في 1980. أعلى تصنيف له في الفردي كان المركز الـ 9 في سنة 1974.

## النهائيات

### الفردي (الوصافة 1)
| الحصيلة | السنة | البطولة  | الأرضية | المنافس  | النتيجة       |
| ------- | ----- | -------- | ------- | -------- | ------------- |
| الوصافة | 1973  | ويمبلدون | عشبية   | يان كودس | 1–6, 8–9, 3–6 |

### الزوجي المختلط (الوصافة 2)
| الحصيلة | السنة | البطولة  | الأرضية | الشريك         | المنافس                      | النتيجة       |
| ------- | ----- | -------- | ------- | -------------- | ---------------------------- | ------------- |
| الوصافة | 1968  | ويمبلدون | عشبية   | أولغا موروزوفا | مارغريت سميث كورت كين فليتشر | 1–6, 12–14    |
| الوصافة | 1970  | ويمبلدون | عشبية   | أولغا موروزوفا | روزماري كاسالس إيلي ناستاسي  | 3–6, 6–4, 7–9 |

## روابط خارجية
- أليكس ميتريفيلي على موقع رابطة محترفي التنس (الإنجليزية)
- أليكس ميتريفيلي على موقع الاتحاد الدولي لكرة المضرب (الإنجليزية)
- أليكس ميتريفيلي على موقع كأس ديفيز (الإنجليزية)
- أليكس ميتريفيلي على موقع خلاصة التنس.كوم (الإنجليزية)